# Jellingstenene
Jellingstenene er betegnelsen for to graverede runesten fra 900-tallet der er rejst og befinder sig i byen Jelling, Danmark. Den ældre af de to jellingsten blev rejst af Kong Gorm den Gamle til minde om hans kone Thyra. Den større af de to sten blev rejst af Kong Gorms søn, Harald Blåtand til minde om hans forældre, til fejring af hans erobring af Danmark og Norge, og hans kristning af danerne. Runeinskriptionerne på disse sten betragtes som de mest kendte i Danmark. I 1993 blev stenene, i tillæg med to kæmpegravhøje og Jelling Kirke, optaget på UNESCOs Verdensarvsliste som et enestående eksempel på både hedensk og kristennordisk kultur. Fund i 1964 og skriftlige referencer viser dog, at der har været mere end to runesten i Jelling i tidligere tider.
- Tekstside på Den Store Jellingsten.
- Billedsiden på Den Store Jellingsten.
- Bagsiden af Den Lille Jellingsten.
- Forsiden af Den Lille Jellingsten.
- Den Store Jellingsten på sin plads.
- Den Lille Jellingsten på sin plads.

## Den Store Jellingsten
Det er svært at tidsfastsætte rejsningen af Den Store Jellingsten, men den er formentlig blevet rejst mellem 960 og 985 af Gorm og Thyras søn Harald Blåtand i Jelling til minde om hans forældre. Stenens indskrift beretter samtidig om Haralds fortjenester. Han samlede Danmark og gjorde danerne kristne. Stenen består af tre forskellige sider. Den ene side er indgraveret med runer, den anden side består af et fabeldyr, og på den tredje side af stenen er et korsfæstelsesbillede af Kristus.
Stenen er udført i Mammenstil, en af den sene vikingetids stilperioder. I selve tilhugningen bærer stenen præg af vesteuropæisk indflydelse. I modsætning til den traditionelle nordiske med dybe indhug i hårde granit, er denne sten blevet frithugget, så drageslynget og den øvrige udsmykning danner et plant relief. Det er en teknik, man brugte til blødere sandsten i bl.a. Tyskland og England. De eneste relieffer i nordisk stil er udført i kalksten eller sandsten. Den eneste direkte europæiske parallel er irske granitkors. Selve runeindskriften er også udført efter vesteuropæisk tradition, i stedet for den traditionelle lodrette eller båndformede tekst har denne sten tekst i vandrette linjer. Dette følger den latinske form og efterligner derved et dokument nedskrevet på pergament. Preben Meulengracht Sørensen har påpeget, at dette markerer et skift i den måde, runestenen blev brugt på. Traditionelt havde indskriftens formål været at beskrive og fastholde, mens denne sten havde et kommunikerende formål; den skulle fortælle kongens budskab. Meulegracht-Sørensen har på den baggrund betegnet denne sten som et af de ældste levn til den begyndende latinske skriftkultur i Norden.
Stenen bliver ofte betegnet som "Danmarks dåbsattest," og den er også rejst med det formål at proklamere kristendommen som landets statsreligion. Stenen markerer en af de vigtige faser i den langvarige proces, der førte til religionsskiftet i Norden. Den Kristus, der er afbildet på stenen, ligner ikke den lidende figur, man kendte nogle hundrede år senere. Her er han fremstillet som en triumferende konge, der bestiger Livets træ, dvs. korset. Det er således til stede, selvom det ikke er afbildet direkte. Kristus på Jellingstenen er en Skt. Hjælper-skikkelse, dvs en påklædt Kristus med sko og handsker på. I Danmark findes der ellers kun en Skt. Hjælper afbildet på kirkeklokken i Kværs fra 1422, der er kommet fra Kliplev. 
Stenens indskrift lyder:
| Translitteration | Side A: haraltr : kunukʀ : baþ : kaurua kubl : þausi : aft : kurm faþur sin auk aft : þąurui : muþur : sina : sa haraltr (:) ias : s[ą]ʀ : uan : tanmaurk Side B: ala : auk : nuruiak Side C: : auk : t[a]ni [karþi :] kristną |
| Transskription   | Haraldr kunungR bað gørva kumbl þǿsi æft Gōrm, faður sinn, ok æft Þōrvē, mōður sīna, sā Haraldr es sēR vann Danmǫrk alla ok Norveg ok dani gærði krīstna.                                                                      |
| Oversættelse     | Kong Harald bød gøre disse kumler efter Gorm sin fader og efter Thyra sin moder – den Harald, som vandt sig hele Danmark og Norge og gjorde danerne kristne.                                                                   |

Stenen står omtrent på sin oprindelige plads: midt mellem de to høje i Jelling. Der er dog ikke tvivl om, at stenene har været flyttet, idet det ved udgravningerne i 1940'erne blev påvist, at en af gravene på kirkegården lå delvist under stenen. Stenen er også blevet rejst, efter at den var væltet.
En kopi af stenen står på Domplein i Utrecht (Nederlandene) som en gave fra Danmark i forbindelse med Utrecht Universitets 300-årige jubilæum. Siden 1997 har Kristusfiguren fra den store Jellingsten været afbildet i det danske pas.

### Alternativ datering
I december 2024 udgav den norske arkæolog Håkon Glørstad en alternativ teori om den store jellingstens datering, idet argumenterede for, at den var opstillet af Absalon omkring tohundrede år senere end den gængse datering. Artiklen blev udgivet i det fagfællebedømte tidsskrift Viking.

## Den Lille Jellingsten
Ved siden af den store Jellingsten findes Den Lille Jellingsten, rejst af Gorm den Gamle formentlig mellem 950 og 960.
Stenens indskrift lyder:
Side A

:     :      :

:      :     :     :

:    :      :    
Side B

:     :         :   :
| Translitteration | Side A: : kurmʀ : kunukʀ : : k[ar]þi : kubl : þusi : : a[ft] : þurui : kunu Side B: : sina : tanmarkaʀ : but : |
| Transskription   | Gōrmʀ kunungʀ gærði kumbl þǿsi æft Þōrvē, kunu sīna, Danmarkaʀ bōt.                                            |
| Oversættelse     | Kong Gorm gjorde disse kumler efter Thyra sin kone Danmarks bod.                                               |

Det er første gang navnet Danmark findes indenfor landets grænser. Navnet kendes fra udenlandske kilder, der er mindst 75 år tidligere. De sidste to ord, "Danmarks bod", kan også oversættes med ordet "pryd", men det er mere usikkert. Det vides ikke, om de henviser til Gorm eller – mere sandsynligt – til Thyra.
Stenen er nu placeret mellem de to høje nær Den store Jellingsten. Dens oprindelige plads kendes ikke. I 1600-tallet lå den ved kirkens dør.
Gorm døde engang i tidsrummet 958-964, mens Thyra døde i eller før 958. Dette giver altså en idé om og ramme for, hvornår stenen kan være rejst.

### Stenens ægthed
Nogle moderne historikere har sat spørgsmålstegn ved, om stenen overhovedet er rejst af Gorm den Gamle. De mener, at Harald fik erobret den del af Danmark, som Hardeknud ikke havde erobret, og derefter rejste Den Lille Jellingsten med teksten "Gorm konge" blot for at understrege sin ret til den danske trone. Hvis Gorms far Hardeknud kun erobrede enkelte dele af Jylland, mens Harald erobrede resten af Danmark, har hverken Hardeknud eller Gorm været "konger" i vor betydning af ordet. De var i så fald betydningsfulde stormænd, som besad en del af Danmark, men kan have været vasaller under andre konger, hvis navn ikke kendes.
En støtte for teorien kan være at Gorm – i mundtlig overlevering – døde før Thyra, og at Gorm derfor ikke kan have rejst den for hende. En anden støtte kan være, at Harald flyttede sit sæde fra Jelling til Roskilde, og det kan muligvis være fordi, han har vundet over en konge, der havde sin hovedstad dér, og ville understrege, at han var den nye herre. Omtalen af Thyra på stenen som "Danmarks pryd", skulle forstås sådan, at hun var en meget fornem (måske kongelig) kvinde i Danmark, og at Harald – med denne indskrift – kunne gøre yderligere krav på magten.
De fleste historikere mener dog stadig, at Gorm den Gamle og Hardeknud faktisk var konger, og at stenen er rejst af Gorm den Gamle. I Adam af Bremens krønike optræder begge personer nemlig som konger.

## Hærværk og forurening
Den Lille Jellingsten blev udsat for hærværk i 1916, hvor en studerende på seminariet huggede to bogstaver ca. 3 cm lange og omgivet af en rektangulær ramme, ca. 5×8 cm, på toppen af stenen. Den daværende opsynsmand sendte et brev til Nationalmuseet om episoden: "Heldigvis var det paa et Sted, hvor der sad en tyk Kage gammelt Lav; men selv efter at denne var fjærnet, saas Mærker baade efter Bogstaver og Ramme endnu." 
I februar 2011 blev Den Store Jellingsten udsat for hærværk igen. Stenen havde fået påmalet et ord med grøn spraydåsemaling på flere af siderne, ligesom en nærliggende kirkedør og gravsten, samt den hvide kasse, stenen er overdækket af om vinteren. 
Konservator Susanne Trudsø fra Nationalmuseet fik til opgave at forsøge at fjerne den grønne maling, der er sprøjtet ud over stenen. Susanne Trudsø: "Det, vi skal bestræbe os på, er at få malingen – og kun malingen – af, så vi bevarer det patinalag, som stenen naturligt har". Sammen med andre eksperter var hun i stand til at rense stenen.
Efter at man begyndte at bruge fossile brændstoffer, har de gamle runesten været udsat for syreregn og dermed en langsom nedbrydning. Den tæring, der har været på stenene de sidste 100 år, er måske halvdelen af, hvad det har været sammenlagt de sidste 1.000 år. Kulturarvsstyrelsen og Nationalmuseet har derfor i 2011 bygget glashuse over stenene med styring af temperatur og luftfugtighed inde i huset.